# Macromitrium cylindrothecium
Macromitrium cylindrothecium är en bladmossart som beskrevs av Noguchi 1936. Macromitrium cylindrothecium ingår i släktet Macromitrium och familjen Orthotrichaceae. Inga underarter finns listade i Catalogue of Life.